# 子守唄

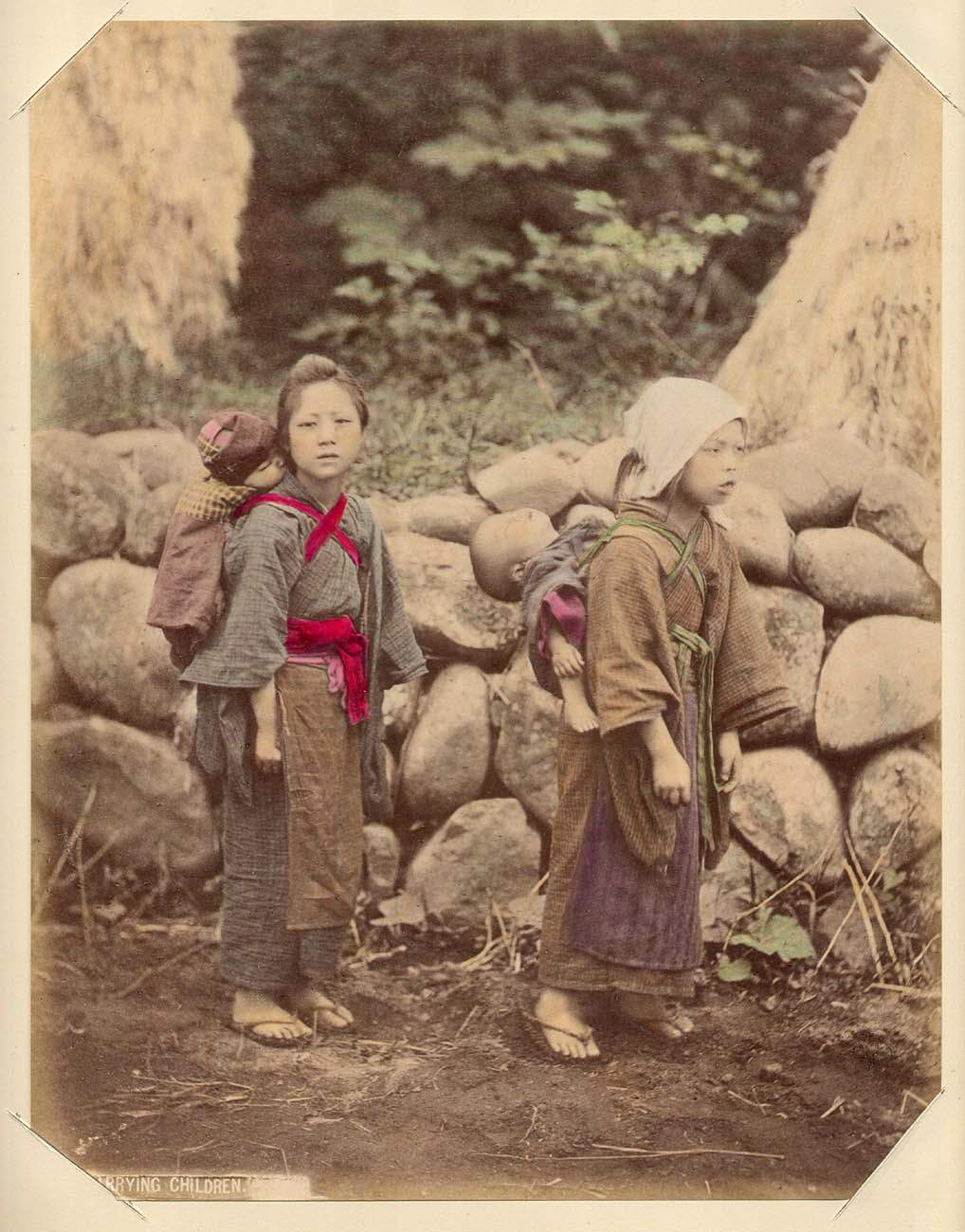
子守り娘

子守唄（こもりうた、子守歌、英: lullaby）は、子供を寝かしつけたり、あやしたりするために歌われる歌の一種。世界各国で様々なものが歌い継がれている。揺籃歌（ようらんか）ともいう。

## 概説
子供を抱いたり、あるいは揺りかごで揺らしながら歌ったため、そのようなゆっくりしたリズムを持つものが多い。
クラシック音楽でも子守唄の名を付けた小品は多く、「モーツァルトの子守歌」と呼ばれてきたもの、シューベルト、ブラームス、ゴダール（ジョスランの子守唄）などのものが有名。ピアノ曲（ショパン）やその他の器楽曲もある。
「ねんねんころりよ」で始まる日本の「江戸子守唄」は、江戸時代より代々受け継がれてきた歴史の長い唄である。
日本の子守唄には、親が歌うのでなく、幼くして故郷を離れた子守り娘が歌ったもの（子守唄というより守子唄というべきである）も多い。これらは彼女らが自分の辛さを歌ったものゆえ、歌詞も曲調も暗いものとなりがちであり、中には恨みをぶちまけたり、世間を辛辣に皮肉ったものなども散見する。子守唄の歌詞には、「眠らぬ奴は頭叩く」（五木の子守唄）や、「まな板のせて青菜のようにジョキジョキと」（中国地方の子守唄）というものもある。

## 英語「Lullaby」の語源
英語では子守唄のことをlullaby（ララバイ）と言う。16世紀の中頃からできた言葉で、lullという言葉（動詞で「あやす」または名詞で嵐などの前の「小休止」）とbyeという言葉（子供をあやす時のはやし言葉）から。
別の説では、子供の命をこっそり奪うと信じられた悪魔リリスを追い払うヘブライ語 "Lilith - abei"（「リリスよ。去れ!」）に由来するという話もある。
また、cradle song（クレイドル・ソング）ともいう。

## 子守歌の例
日本
- 民謡、または民謡に基づくもの
  - 江戸子守唄 - 子守唄の代表的なものである。
  - 竹田の子守唄
  - 五木の子守唄
  - 中国地方の子守唄
  - 島原の子守唄
- 創作歌曲
  - 揺籃のうた

日本以外
- 東北地方の子守歌（東北揺籃曲、中国遼寧省民謡）
- 月光光（月光光 (兒歌)、中国広東省民謡）
- コサックの子守歌（オセチア地方）
- ウクライナの子守歌 (Ой ходить сон коло вікон)

クラシック音楽
- 子守歌 (シューベルト)
- 子守歌 (ブラームス)
- 眠りの精 (ブラームス)
- 子守歌 (フォーレ)
- ねむれよい子よ庭や牧場に（「モーツァルトの子守歌」と呼ばれてきたもの[注 1]）
- ジョスランの子守歌 (Berceuse de Jocelyn)
- 子守歌 (ショパン)
- 子守歌（ムソルグスキー） - 映画『ベニスに死す』で使用された。
- 子守歌 (ガーシュウィン)
- 猫の子守唄（ストラヴィンスキー）
- トランペット吹きの子守歌
- トゥーラルーラルーラッ (Too Ra Loo Ra Loo Ral)